# Louis Bocqueraz
Louis Bocqueraz, connu sous le nom d'abbé Bocqueraz, né  le 11 février 1880 au Bocage à Chambéry et mort le 24 septembre 1918 à Châlons-sur-Marne, est un prêtre séculier, officier et journaliste français. 

## Biographie

### Début de vie
Louis Antoine Bocqueraz est né le 11 février 1880, à Chambéry, dans le département de la Savoie. Il est le dernier d'une fratrie de 8 enfants : François, Antoine, Benoît, Péronne, Claudine, Jean-Marie (décédé à l'âge de deux ans) et Marie, avec qui il avait quatre ans d'écart. L'orthographe du nom de famille diffère entre sa famille et lui à cause d'une erreur faite par la mairie de Chambéry, qui a changé son nom de famille Bocquerat en Bocqueraz. Son père, Louis Bocquerat, était un cultivateur âgé de 66 ans au moment de sa naissance. Il a été marié trois fois, ses deux premières femmes étant décédées, la dernière en couche. Sa troisième femme, Charlotte Morat, est la mère de ses 8 enfants. Ménagère, elle est âgée de 45 ans au moment de la naissance de leur dernier fils.  
Il a étudié au petit séminaire de Saint-Pierre-d'Albigny, ainsi qu'aux facultés de Grenoble et de Lyon. 

### Carrière
Il rentre au grand séminaire de Chambéry en 1899. Il est ordonné prêtre en juillet 1905 et est ensuite nommé professeur dans son ancien collège par Louis Termier, évêque de Tarentaise, qui le voulut comme collaborateur. Tout en enseignant, il suit des cours de lettres à la faculté de Grenoble pour préparer la licence ès-lettres qu'il obtient avec mention. Il étudie ensuite aux facultés catholiques de Lyon entre 1905 et 1906 où il obtient son diplôme en licence de philosophie.
Afin d'utiliser ses talents de journaliste et de conférencier, l'archevêque de Chambéry François-Virgile Dubillard le nomme en 1910 directeur des œuvres diocésaines, poste qu’il tiendra jusqu'à sa mort, et du journal La Croix de Savoie.
En août 1914, il est mobilisé comme brancardier divisionnaire lors de la première guerre mondiale. Le 2 mars 1915, à sa demande, il est affecté comme aumônier au 97e régiment d'infanterie de Savoie. 
Il obtient la médaille militaire à six reprises. Le 9 juin 1915, la première fois, elle lui est décernée, avec la citation « A, pendant 5 jours et 4 nuits, recherché sans arrêt et avec une indomptable énergie, les blessés sur la ligne de feu ». La deuxième citation, le 23 novembre 1915, il obtient la deuxième médaille militaire le 23 novembre 1915, la troisième le 15 avril 1916, la quatrième le 21 décembre 1916 et la cinquième 17 aout 1918, lorsque sa santé est déjà précaire. La sixième lui est desservi à titre à titre posthume.
Henry Bordeaux écrira de lui en 1915 « ses citations disent à peu près ce qu'il fut. On pourrait lire les strophes d'un poème. Ou plutôt l'ex-voto de tout un régiment, suspendu à l'autel d'un saint. Il est question de sa bravoure légendaire, de sa modestie, de son dévouement, mais surtout de son action bienfaisante auprès de lui. »
Il a, durant toute la guerre, rapporté les faits de guerre dans le journal La Croix de Savoie sous le titre « Feuilles de route ».

### Mort
Il décède le 24 septembre 1918 à la suite des effets du gaz moutarde et d'épuisement, quelques semaines avant l'armistice du 11 novembre 1918. Il est médaillé de la Légion d'honneur à titre posthume en janvier 1919 et est cité dans plusieurs journaux de l'époque, tels que Le Petit Dauphinois, le Journal du Loiret ou encore le Journal officiel de la République française. Cette décoration a été remise par intermédiaire de la gendarmerie à sa sœur, Marie Bocqueraz.   